# Itapiranga (Santa Catarina)
Itapiranga è un comune del Brasile nello Stato di Santa Catarina, parte della mesoregione dell'Oeste Catarinense e della microregione di São Miguel do Oeste.